# 佐藤羽美
佐藤 羽美（さとう うみ、1980年3月25日 - ）は、歌人、社交ダンス指導員。青森県青森市出身・在住。
弘前大学人文学部（社会学専攻）卒業。2002年に作歌を始める。2003年、短歌サイト『ヒナウタ』を開設。2004年、「甘い日々」で第47回短歌研究新人賞候補に選ばれる。2005年に未来短歌会に入会し、加藤治郎に師事。2009年、2008年度未来賞次席に選ばれる。同年、作品「ここは夏月夏曜日」で第20回歌壇賞を受賞。

## 著書
- 100の呼吸で 歌集 新風舎 2005.2 ISBN 978-4797455434
- ここは夏月夏曜日 歌集 本阿弥書店 2013.2 ISBN 978-4776809074